# Можейко Олексій Михайлович
Можейко Олексій Михайлович (нар. 22 лютого 1902 — пом. 24 квітня 1986) — вчений-ґрунтознавець, агроном, засновник української школи ґрунтознавства, дослідник землеробства, доктор сільськогосподарських наук, професор Харківського сільськогосподарського інституту ім. В. В. Докучаєва.

## Біографія
Олексій Михайлович народився 22 лютого 1902 року в м. Мінську (Білорусь).
У 1921 році закінчив реальне училище, вступив до Білоруського сільськогосподарського інституту, згодом перевівся у Харківський сільськогосподарський інститут ім. В. В. Докучаєва.
У 1927 році успішно закінчив Харківський сільськогосподарський інститут, працював агрономом Дубов'язівського цукрового заводу (Сумська область), а згодом лаборантом кафедри ґрунтознавства Харківського сільськогосподарського інституту.
З 1927 по 1931 роки навчався в аспірантурі Українського науково-дослідного інституту ґрунтознавства.
У 1931 році асистент кафедри ґрунтознавства Харківського сільськогосподарського інституту.
У 1934 році Олексій Михайлович досліджує солонцевих комплексів Середньої Наддніпрянщини в Полтавській області.
У 1937 році працював доцентом кафедри ґрунтознавства Харківського сільськогосподарського інституту.
У 1940 році захистив кандидатську дисертацію на тему «Хлорування як метод боротьби скорковими карбонатними солонцями Середнього Придніпров'я».
З 1941 по 1953 роки очолював деканат агрономічного факультету, член вченої ради інституту та методичних рад інституту і факультетів, член Всесоюзного товариства ґрунтознавців, Менеделїївського хімічного товариства, депутат районної ради.
З 1953 по 1974 роки завідувач кафедри, а згодом професор кафедри загального та зрошуваного землеробства Харківського сільськогосподарського інституту.
З 1956 по 1960 роки керував лабораторією хімічної меліорації ґрунтів України при Українському НДІ ґрунтознавства (нині Національний науковий центр «Інститут ґрунтознавства і агрохімії ім. О. Н. Соколовського УААН»).
У 1964 році захистив докторську дисертацію на тему «Солонцеві ґрунти південної частини Середнього Придніпров'я і їх культурне освоєння».
У 1966 році Олексію Михайловичу надано звання професора.
24 квітня 1986 року пішов з життя. Похований на 1-му міському кладовищі на вул. Пушкінській (м. Харків).

## Наукова діяльність
Тематика наукових досліджень: генеза малородючих солонцюватих ґрунтів в Україні і розробка заходів підвищення їхньої родючості.
Перші досліди закладено у 1928 році на Чоргарському півострові Херсонської області. У 1936 році закладено стаціонарний дослід у Кременчуцькому районі Полтавської області метою якого було вивчення комплексу солоцюватих ґрунтів Середньої Наддніпрянщини.
Основні праці:
- Рекомендації з гіпсування ґрунтів у зрошуваних зонах Української РСР. Київ, 1958.
- Оформировании солонцового горизонта почв Среднего Приднепровья и о некоторых приемах их культурного освоения. Харьков, 1960.
- Режим орошения полевых культур: учебное пособие. Харьков, 1979.
- Нитратный режим черноземов при орошении животноводческими стоками и некоторые приемы егорегулирования. Сборник научных трудов Харьковского сельскохозяйственного института. 1983. Т. 283.
- Почвоохранные аспекты утилизации отходов сельскохозяйственного производства и коммунального хозяйства. Философия и социальные вопросы философии. Харьков, 1985.

## Відзнаки та нагороди
- орден Трудового Червоного Прапора;
- 2 ордени «Знаки пошани»;
- медаль «За доблесну працю у Великій Вітчизняній війні 1941—1945 років»;
- почесний знак «За відмінні успіхи в галузі вищої освіти СРСР»;
- медалі ВДНГ;
- грамоти.